# Grand Hyatt Duta
Grand Hyatt Duta là một tòa nhà chọc trời còn dang dở ở Kuala Lumpur, Malaysia. Năm 1994, Tập đoàn Hyatt đã trao hợp đồng phát triển dự án Duta Grand Hyatt trị giá 570 triệu RM. Dự án được đặt mục tiêu hoàn thành vào năm 1997. Tuy nhiên, do cuộc khủng hoảng tài chính châu Á năm 1997, nhà phát triển gặp khó khăn về tài chính dẫn đến việc tạm dừng xây dựng vào tháng 7 năm 1998 và dự án vẫn bị bỏ dở cho đến khi chính phủ ra lệnh xây dựng lại khách sạn trở lại.